# Gregorio Barbarigo
Gregorio Giovanni Gaspare Barbarigo (Venezia, 16 settembre 1625 – Padova, 18 giugno 1697) è stato un cardinale e vescovo cattolico italiano che è venerato come santo dalla Chiesa cattolica.

## Biografia

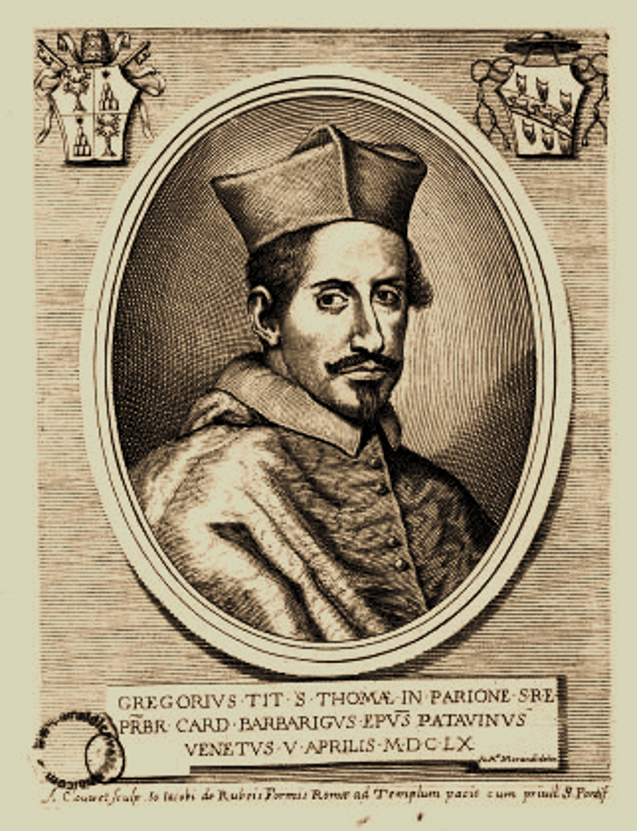
Barbarigo, incisione

Nacque primogenito in una ricca e influente famiglia patrizia veneziana di importanti commercianti. Sua madre, Lucrezia di Pietro Lion, morì di parto alla nascita del suo terzo figlio Antonio nel 1631. Suo padre, Gianfrancesco Barbarigo, era senatore della Repubblica di Venezia e fervente cattolico.
Il padre, perché potesse seguire le sue orme, lo iniziò all'educazione nelle scienze belliche e nelle scienze naturali e gli fece completare un corso di diplomazia.
L'11 agosto 1643 accompagnò l'ambasciatore veneziano Alvise Contarini a Münster in Germania per le negoziazioni in preparazione della Pace di Vestfalia che pose termine alla Guerra dei trent'anni. A Münster conobbe l'arcivescovo Fabio Chigi, nunzio apostolico in Germania e futuro papa Alessandro VII, che partecipava alle negoziazioni. Dopo cinque anni, il 30 gennaio 1648, tornò a Venezia, e continuò gli studi a Padova.
All'Università degli Studi di Padova studiò greco, matematica, storia, filosofia, e ottenne un dottorato in utroque iure il 25 settembre 1655.
Nei suoi progetti, desiderava diventare religioso, ma il suo direttore spirituale gli consigliò di intraprendere la via per diventare prete diocesano, perché vedeva in lui le doti del parroco. Fu ordinato presbitero il 5 aprile 1655 all'età di trent'anni, due giorni dopo l'ascesa al soglio pontificio del suo mentore.
Il papa Alessandro VII lo chiamò poco tempo dopo a Roma nel 1656. Gli conferì l'incarico di "prelato domestico di sua santità" e gli affidò altri incarichi tra i quali la guida del Tribunale della Segnatura Apostolica.
Quando nel maggio del 1656 scoppiò a Roma l'epidemia di peste, il papa lo pose a capo della speciale commissione che aveva il compito di portare soccorso agli appestati. Barbarigo si dedicò assiduamente a tale missione visitando personalmente i malati, organizzando in modo scrupoloso la sepoltura dei deceduti, ed aiutando in modo particolare le vedove e gli orfani.

### Vescovo di Bergamo
Terminata l'epidemia di peste nel 1657, il papa gli offrì il vescovado della importante diocesi di Bergamo. Prima di acconsentire, Gregorio Barbarigo chiese che lo si lasciasse celebrare una messa nella quale chiedere a Dio che gli rivelasse ciò che doveva fare. Durante questa messa avvertì che il Signore lo invitava ad accettare il nuovo incarico. Inviò anche una lettera al padre il 1° settembre 1657 perché gli mandasse una copia del libro «Acta Ecclesiae Mediolanensis» indicando che il testo gli sarebbe servito a Bergamo: "quel libro solo" di cui "ho bisogno […] a Bergomo", questo è indicativo della sua scelta di seguire le regole del concilio tridentino. Fu così eletto vescovo il 9 luglio e ordinato il 19 luglio 1657. Prima di recarsi a Bergamo fece ritorno alla sua città natale, dove scrisse una lettera pastorale alla diocesi bergamasca.
Giunto a Bergamo il 27 marzo 1658 chiese che venisse elargito ai poveri ciò che si sarebbe speso per i festeggiamenti del suo ricevimento. In seguito vendette tutti i suoi averi e li distribuì ai bisognosi. Suo desiderio era imitare in tutto il grande arcivescovo di Milano san Carlo Borromeo.
Diede disposizioni affinché si aumentasse la diffusione della stampa religiosa tra il popolo e raccomandò specialmente gli scritti di san Francesco di Sales. Nelle sue visite diocesane alloggiava in casa di gente povera e mangiava con loro adattandosi a uno stile austero e dimesso. Di giorno si dedicava all'insegnamento del catechismo, e di notte passava lunghe ore in preghiera. Dette ordine al portiere del palazzo vescovile di svegliarlo a qualunque ora della notte se ci fosse stato da visitare qualche malato. Al medico che gli consigliava di non sciuparsi visitando i malati rispose: «È il mio dovere, e non posso fare altrimenti!».
Papa Alessandro VII lo creò cardinale il 5 aprile 1660 con il titolo di San Tommaso in Parione (opterà per il titolo di San Marco il 13 settembre 1677). Sarà proprio mentre il presule compiva la visita pastorale diocesana iniziata nel settembre del 1658, si recò a Roma per fare poi ritorno a Bergamo e proseguire la sua opera di frenare i tanti privilegi di cui godevano da tempo i membri del clero del capitolo e le loro numerose richieste.
Preferiva vivere i paesi delle valli e della periferia e lasciare la città. Le visite pastorali nelle diverse parrocchie non furono certo comode, il territorio montano bergamasco non era facilmente percorribile, si fece accompagnare da due canonici della cattedrale alessandrina e un cancelliere. Anche i verbali delle visite pastorali presentano sostanziali differenze tra quelli della città e quelli della campagna molto più completi di particolari. Identico risulterò essere nelle relazioni padovane. Adottò un nuovo sistema, se nel settembre del 1658 i questionari venivano compilati dal cancelliere, in un secondo tempo erano obbligo dei diversi parroci fornire le informazioni esatte. Questo permetteva di avere maggior attenzione anche delle situazioni reali delle chiese con particolare attenzione alla antiche documentazioni ma anche delle situazioni dei fedeli. L'attenzione era posta anche alla spesa che le parrocchie dovevano affrontare per accogliere la visita pastorale, che per il presule doveva essere il minore possibile. Per questo si faceva accompagnare da pochi soggetti, così da evitare il gravare delle spese parrocchiali che non erano certo ricche nel tempo.
Durante la visite il Barbarigo si avvicinava anche agli amministratori e alla persone semplici cercando di risolvere le diverse situazioni evidenziando la sua capacità giurisdizionale che aveva ben imparato nel suo periodo giovanile. Risultava essere un giudice giusto e imparziale, doveva cercare di mantenere sul territorio, come indicato dai reggenti veneziani, un clima di pace, portando anche a condurre le diverse parrocchie a quella linea che era stata indicata nel concilio di Trento, anticipando la riforma di Giuseppe Crispino di alcuni anni. Come quasi tutti i vescovi di Bergamo del Seicento, al ritorno delle visite pastorali convocava il sinodo. Il 10 aprile 1660 mentre erano in corso i primi scontri durante il sinodo indetto il 20 marzo del medesimo anno, che vedeva Barbarigo atto a cercare di affrontare la seria situazione che si era creata con il Capitolo della basilica alessandrina, arrivò l'avviso che il vescovo era stato nominato cardinale, notizia che obbligò i membri del capitolo ad approvare la creazione di un baldacchino damascato da porre nel coro quale omaggio al nuovo porporato con una spesa di duecento scudi. Il presule dovette sospendere il sinodo perché Roma richiedeva la sua presenza, riaprendolo dopo alcuni mesi, al suo rientro quando ritornò sui suoi passi risolvendo la situazione e facendo pubblicare alle stampe la normativa che era già quella dei suoi predecessori.

### Vescovo di Padova
Il 24 marzo 1664 il papa lo mandò vescovo a Padova, diocesi che guiderà per trentatré anni fino alla morte.

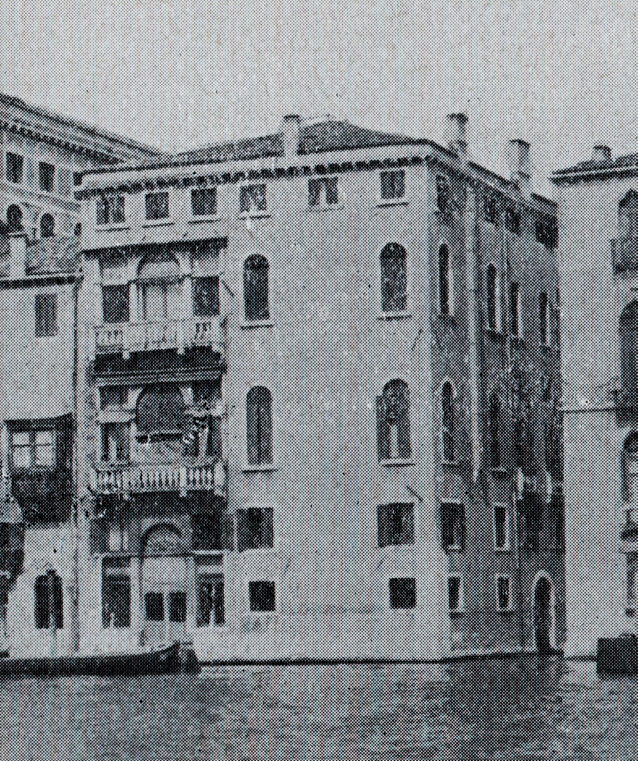
Palazzo Barbarigo

Si dedicò personalmente ad organizzare le lezioni di catechismo e ad invitare tutti alla celebrazione della Messa.
Visitò le 320 parrocchie della diocesi, includendo le più lontane e difficili da raggiungere. Organizzò i parroci e formò i catechisti.

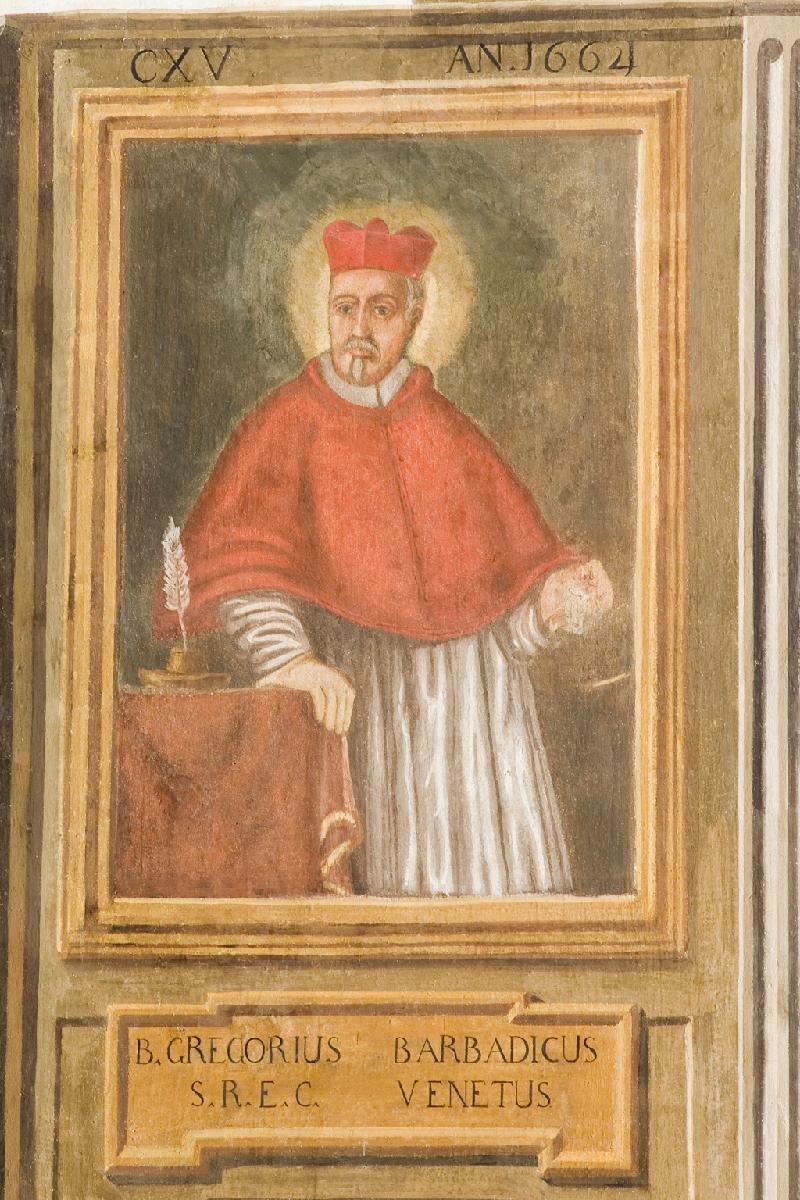
Ritratto nella Sala dei Vescovi, Palazzo Vescovile, Padova

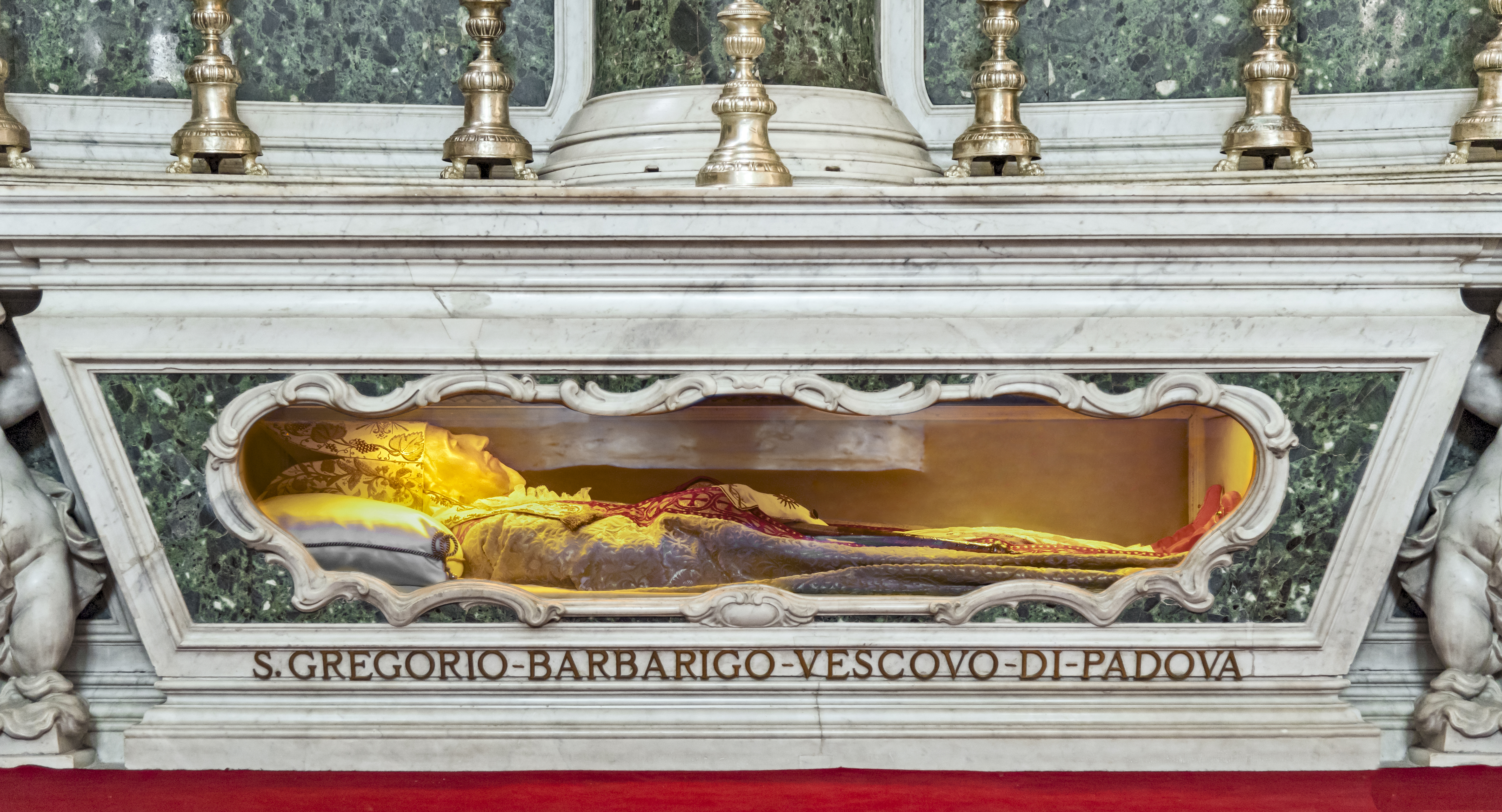
Duomo di Padova - Teca contenente il corpo del Santo

Fece aumentare il numero delle stamperie di libri religiosi, e si interessò in modo particolare affinché i futuri sacerdoti fossero ben formati. Il suo seminario arrivò a essere considerato uno dei migliori d'Europa. In qualità di cancelliere dello Studio di Padova, rifiutò in un primo momento, nel 1678, di concedere la laurea in teologia a Elena Lucrezia Cornaro, affermando che sarebbe stato «uno sproposito dottorar una donna» e avrebbe significato «renderci ridicoli a tutto il mondo».
Come cardinale partecipò ai conclavi del 1667, 1676, 1689 e 1691, ma non a quello del 1669-70. Papa Innocenzo XI, eletto nel 1676, lo trattenne a Roma per tre anni e mezzo come suo consigliere, e gli affidò la supervisione dell'insegnamento cattolico nella città.
Lavorò per la riunificazione con le Chiese orientali.

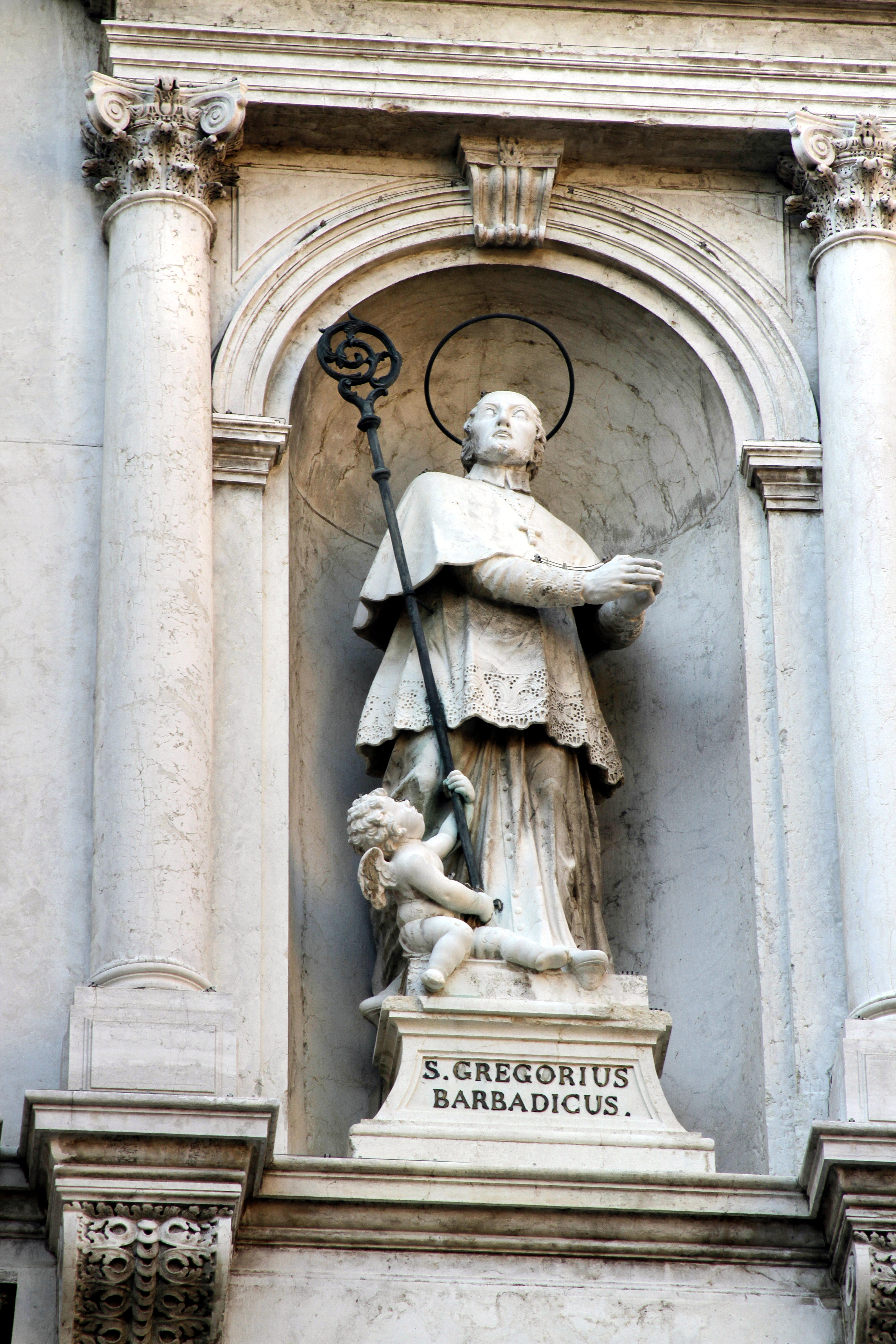
San Gregorio Barbarigo sulla facciata della chiesa di San Rocco a Venezia

Morì il 18 giugno 1697 e fu esposto e sepolto nella cattedrale di Padova.
Sulla facciata di Palazzo Barbarigo in Canal Grande, presso Santa Maria del Giglio, c'è una lapide che recita:
DONDE ALLA VITA E ALLA GRAZIA USCI’

GREGORIO BARBARICO

PATRIZIO VENETO VESCOVO EGREGIO

TORNO’ NEL CORPO 

RAGGIANTE GLORIA DI SANTITA’
 
AGLI AVITI FASTI NUOVI GIUNGENDO

ONDE CHI PASSA

CONVERTA IL CUORE ALLE CELESTI COSE

ALVISE CONTE GIUSTINIANI POSE

25 SETTEMRE 1960.

## Culto
Fu beatificato il 16 luglio 1761 da papa Clemente XIII e canonizzato il 26 maggio 1960 da papa Giovanni XXIII con commemorazione liturgica al 17 giugno. Dopo il Concilio Vaticano II la data della memoria è stata spostata al 18 giugno ma permane alla data originale nella messa tridentina.

## Genealogia episcopale e successione apostolica
La genealogia episcopale è:
- Cardinale Guillaume d'Estouteville, O.S.B.Clun.
- Papa Sisto IV
- Papa Giulio II
- Cardinale Raffaele Riario
- Papa Leone X
- Papa Paolo III
- Cardinale Francesco Pisani
- Cardinale Alfonso Gesualdo
- Papa Clemente VIII
- Cardinale Pietro Aldobrandini
- Cardinale Laudivio Zacchia
- Cardinale Antonio Barberini, O.F.M.Cap.
- Cardinale Marcantonio Bragadin
- Cardinale Gregorio Giovanni Gaspare Barbarigo

La successione apostolica è:
- Vescovo Niels Stensen (1677)
- Cardinale Marcantonio Barbarigo (1678)
- Vescovo Carlo Felice de Matta (1678)
- Vescovo Marcantonio Zollio (1678)
- Vescovo Gherardo Gherardi (1679)
- Cardinale Giovanni Alberto Badoer (1688)